# Cayetano Germosén
Cayetano Germosén es un municipio de la República Dominicana situado en la provincia de Espaillat.

## Límites
Municipios limítrofes:
|                       | Norte: Moca  |                         |
| Oeste: Moca y La Vega |              | Este: Salcedo y La Vega |
|                       | Sur: La Vega |                         |

## Distritos municipales
Está formado por el distrito municipal de:
| Nombre            | Código   |
| ----------------- | -------- |
| Cayetano Germosén | 01090201 |